# Гагарин, Павел Гаврилович
Князь Павел Гаврилович Гагарин (1777—1850) — русский дипломат, военный (генерал-майор, генерал-адъютант) и писатель из княжеского рода Гагариных. Супруг фаворитки Павла I Анны Лопухиной-Гагариной.

## Биография
Сын видного сановника Гавриила Петровича Гагарина и Прасковьи Фёдоровны, дочери Ф. М. Воейкова. С 1780 года был записан в военную службу — в лейб-гвардии Преображенский полк.
28 июня 1793 года назначен флигель-адъютантом в штаб Н. В. Репнина; в 1794 году отправился за ним в Литву на подавление польского восстания; в 1795 году послан к польскому королю Станиславу-Августу, при котором находился до подписания им акта отречения (14 (25) ноября 1795), после чего был отправлен в распоряжение П. А. Зубова.
В 1799 году участвовал в Итальянском походе и, находясь в составе корпуса генерала Розенберга, с отличием сражался при Лекко, где был тяжело ранен. Посланный в июне 1799 года А. В. Суворовым курьером к Павлу I в Санкт-Петербург, был пожалован бриллиантовым крестом ордена Св. Иoaннa Иерусалимского, 25 ноября пожалован во флигель-адъютанты, а на следующий день — в генерал-адъютанты. Причиной такого быстрого возвышения стала платоническая фаворитка Павла I Анна Петровна Лопухина, которой Гагарин очень нравился с её детства и благодаря великодушию императора в феврале 1800 года он и был с ней обвенчан. Был оставлен в Санкт-Петербурге, переведён в Преображенский лейб-гвардии полк.
В 1801 году, при Александре I, Гагарин был отправлен чрезвычайным посланником и полномочным министром ко двору короля Сардинского.
В начале 1803 года вернулся в Петербург. В 1805 году сопровождал Александра I в армию, действовавшую против Франции, и за отличие в сражении при Аустерлице был награждён орденом Св. Анны 1-й степени.
Князь Гагарин сопровождал императора в походах и дипломатических поездках: в 1808 году ездил на Эрфуртский конгресс, в 1809 — в Финляндию; в 1809 году был в главной ставке Наполеона. В 1812 году стал директором Инспекторского департамента. В 1813 году издал сборник сочинений своего отца «Забавы уединения моего в селе Богословском». В декабре 1814 года вышел в отставку в чине генерал-майора, жил в Петербурге, — в доме на Дворцовой набережной (№ 10).

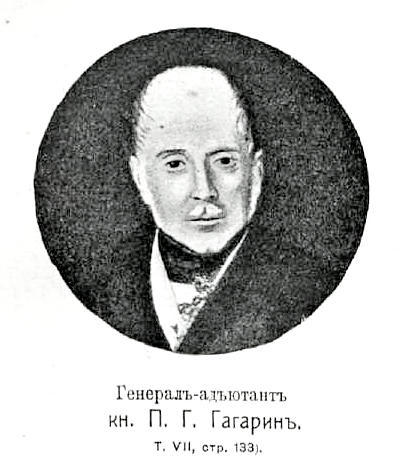
Рисунок из «ВЭС»

Гагарин удивлял современников странным образом жизни: его дом был населён больными собаками, которых он подбирал на улице, и летающими на свободе птицами.
В период 1810—1830 годов в той части дома, которую не занимал Гагарин, проживали Е. П. Лунина и А. А. Оленина, частыми гостями которых были А. С. Пушкин и А. С. Грибоедов.
Гагарин был обладателем большой библиотеки, ему доставляли все новые русские и зарубежные издания. Один из офицеров, посещавший Гагарина, вспоминал о беседах с ним: «…рассказы исторические, мешаясь с рассуждениями, передавались красивой речью, пересыпанною веселою остротою». Этот же собеседник свидетельствует, что Гагарин вёл интересный дневник, из которого читал ему отрывки. Н. И. Греч отзывался о Гагарине как о «человеке тихом, добром».
Принимал активное участие в деятельности масонских лож «Великой ложи Астрея». Был членом ложи «Орла Российского». Посещал также ложу «Умирающий сфинкс».
Павел Гаврилович Гагарин умер от тифозной горячки 2(14) января 1850 года в городе Санкт-Петербурге и был похоронен в Лазаревской церкви Александро-Невской лавры.

## Награды
Российской империи:
- Орден Святой Анны 2-й степени (14 апреля 1799)[8]
- Орден Святого Иоанна Иерусалимского командорский крест (6 июня 1799)[9]
- Орден Святой Анны 1-й степени (24 февраля 1806)[10]

Иностранных государств:
- Орден Святых Маврикия и Лазаря большой крест (королевство Сардиния)[11]
- Орден Красного Орла (1807, королевство Пруссия)[12][13]

## Творчество
Первым печатным выступлением Гагарина был перевод книги Дж. Литтлтопа «Опыт чувствительности, или Письмо одного персиянина из Лондона к другому» (1790; посв. Г. П. Гагарину), сделанный с французского перевода Ж.-П. Флориана. Сочинение представляет собой подражание «Персидским письмам» Ш.-Л. Монтескьё. В 1793—1796 стихи Гагарина за подписью «К. П. Г.» и «Кн. Па. Га.» печатались в журналах «Чтение для вкуса» и «Приятное и полезное».
В 1809 году издал заметки о своём пребывании в Финляндии с императором Александром I, под заглавием: «Les treize journees ou la Finlande» (по-русски: «Тринадцать дней, или Финляндия», M., 1809). Сборник Гагарина «Эротические стихотворения» (СПб., 1811) по характеру и стилю выдержан в традициях поэзии сентиментализма. Гагарин включил в сборник много стихов, публиковавшихся в 1790-е гг., подвергнув некоторые значительной переработке, в ряде случаев изменив заглавия.

## Семья
Первая жена с февраля 1800 года — Анна Петровна Лопухина (1777—1805).
Примерно за год до смерти жены вступил в романтические отношения с польской красавицей Марией Любомирской, также овдовевшей после смерти графа В. А. Зубова.
В 1831 году женился вторым браком на балерине Марии Ивановне Спиридоновой (ум. в 1867), от которой имел дочерей:
- Александру Павловну (умерла в молодости)
- Наталью Павловну (13.02.1837[16]—1905), вышедшую замуж за Михаила Дмитриевича Жеребцова. Их сыновья:
  - Алексей Михайлович Жеребцов (1858—1907)
  - Дмитрий Михайлович Жеребцов (1859—1932), дипломат, камергер, после Октябрьской революции 1917 года — в эмиграции. Умер в Ницце.